# Публий Корнелий Лентул (посланик)
Вижте пояснителната страница за други значения на Публий Корнелий Лентул.
Публий Корнелий Лентул (на латински: Publius Cornelius Lentulus) е политик и сенатор на Римската република.
Произлиза от клон Лентули на фамилията Корнелии. Син е на Сервий Корнелий Лентул (едил 207 пр.н.е.) и брат на Сервий Корнелий Лентул (претор 169 пр.н.е.).
През 172 пр.н.е./171 пр.н.е. той е член на делегацията, изпратена в Гърция, в която е и брат му Сервий Корнелий Лентул.